# This Ain’t a Scene, It’s an Arms Race
«This Ain’t a Scene, It’s an Arms Race» (с англ. — «Это не сцена, а гонка вооружений») — второй сингл американской рок-группы Fall Out Boy из их третьего студийного альбома Infinity on High, выпущенного в 2007 году. Впервые прозвучала 21 ноября во время выступления группы на церемонии American Music Awards, и с 5 декабря попала в ротацию радиостанций США. Созданием музыки для этой композиции (и других в этом альбоме) занимался вокалист и гитарист Патрик Стамп, а текст написал басист Пит Венц. Продюсированием занимался Нил Аврон, который также работал с группой по выпуску предыдущего альбома — From Under the Cork Tree.
Синг не только принёс коммерческий успех, но и стал крупным международным прорывом для группы. За первую неделю продажи сингла достигли отметки в 162 000 экземпляров, поставив рекорды и достигнув 2-го места в американском Billboard Hot 100. Также он стал первым синглом группы, попавшим в мировые чарты в Австралии, Новой Зеландии и большинстве европейских стран. После получения платиновых сертификатов RIAA и ARIA в 2007 году, в 2013 году он был сертифицирован как серебряный Британской ассоциацией производителей фонограмм (BPI) за 200 000 продаж. В Австралии сингл продержался в чарте девять недель подряд, не опускаясь ниже пятой строчки.
6 мая 2008 года «This Ain’t a Scene, It’s an Arms Race» включили в список загрузок в популярной видеоигре Rock Band, позже она пополнила второй сборник избранных хитов Rock Band. В январском выпуске журнала «PlayStation: The Official Magazine» за 2009 год композиция заняла второе место в списке пяти самых загружаемых песен в игре Rock Band. Она также доступна в качестве загружаемого контента для Guitar Hero 5.

## Обзор

### Музыка
Вокалист и гитарист Патрик Стамп назвал «This Ain’t a Scene, It’s an Arms Race» «самой фанковой вещью, которую мы когда-либо делали», объясняя изменение музыкального стиля своей любовью к соул-музыке, которую зародилась ещё в детстве при прослушивании старых радиостанций. Басист Пит Венц описывал композицию как «немного фанка 70-х, смешанного с [альбомом группы 2003 года] Take This to Your Grave с крепкими куплетами и значимыми роскошными припевами». Также ни стиль сингла оказала влияние композиция Джастина Тимберлейка «Señorita».

### Текст
В песне «This Ain’t a Scene, It’s a Arms Race» Венц использует метафоры военного времени, чтобы описать новообретённую популярность группы; сам он называет своё творение «своего рода насмешливым взглядом на то, насколько мы зависимы и одержимы новыми веяниями искусства, культуры и любви — до такой степени, что это достигает пресыщения». Он отмечал: «Мне кажется, люди будут слышать в этом тексте то, что захотят. Но в глубине души это призыв к оружию, но не [в традиционном смысле] — а скорее в том, что иногда нужно просто поговорить начистоту со своим отражением в зеркале».Журнал Slant охарактеризовал композицию «неожиданно обалденным боевым кличем, в котором есть сравнение жажды военной славы и стремления к популярности и обожанию».
В интервью журналу Rolling Stone Венц говорил: «На пластинке могут быть и другие песни, которые станут радио-хитами, но у этой очень правильный посыл». А вдохновение для создания им метафоры «торговец оружием» пришло из фильма «Оружейный барон». Также текст этой композиции был интерпретирован как критика артистов, создающих музыку только ради денег и славы, «гонки вооружений», а не ради удовольствия.

## Трек-лист
CD single
1. «This Ain’t a Scene, It’s an Arms Race»
2. «The Carpal Tunnel of Love»

7-inch blue vinyl
1. «This Ain’t a Scene, It’s an Arms Race»
2. «It’s Hard to Say „I Do“, When I Don’t»

7-inch purple vinyl
1. «This Ain’t a Scene, It’s an Arms Race»
2. «G.I.N.A.S.F.S.»

## Коммерческие показатели
Сингл оказался довольно успешным не только в США, но и в рейтингах других стран мира. Сразу после релиза он оказался на второй строчке Billboard Hot 100, став первым за пять лет, дебютировавшим в первой десятке (за исключением финалистов шоу American Idol). Он также оставался на втором месте в течение двух недель, в топ-10 — девять недель, а в общей сложности в этом чарте — 20 недель. В чарте Pop 100 сингл дебютировал на 86 позиции, но уже на следующей неделе взлетел до 1 места. За первую неделю число скачиваний альбома достигло 162 000 загрузок, что установило новый рекорд самого высокого показателя для группы. Мультиформатные продажи альбома «Infinity» On High" за первые три недели составили примерно 260 000 экземпляров, в чем большая заслуга принадлежала синглу «This Ain’t a Scene, It’s an Arms Race». Кроме того, количество скачиваний сингла за первую неделю является самым большим показателем для группы с тех пор, как Nielsen SoundScan стал отслеживать цифровые продажи в 2003 году. Он также установил рекорд как лучший дебют 2007 года, являясь на тот момент восьмым в истории, занявшим второе место в Hot 100. До цифрового релиза «This Ain’t a Scene, It’s an Arms Race» несколько недель была в ротации в эфире поп-радио. Также сингл был сертифицирован Американской ассоциацией звукозаписывающих компаний (RIAA) как платиновый за продажи более миллиона экземпляров.
«This Ain’t a Scene, It’s an Arms Race» стала самой скачиваемой композицией Fall Out Boy с самым высоким рейтингом (хотя и не самая продаваемая), и благодаря 162 000 скачиваний за первую неделю группа заработала первую строчку в Billboard Hot Digital, а также первую строчку в чарте Pop 100. Она также оставалась на вершине чарта цифровых песен четыре недели подряд, собрав за этот период более 500 000 скачиваний. На международном уровне сингл достиг первой позиции в Новой Зеландии и второй — в Великобритании, что сделало его самым большим хитом группы в этих странах. В Новой Зеландии он достиг первой строчки национального рейтинга, в то время как в Австралии — только 4, хотя и был сертифицирован платиновым Австралийской ассоциацией звукозаписывающих компаний (ARIA). Композиция заняла 42-е место в списке 100 лучших песен 2007 года по версии Rolling Stone. В 2007 году «This Ain’t a Scene, It’s an Arms Race» попала в чарты по всей Европе, достигнув 9-го места в чарте European Hot 100, а Fall Out Boy обрели международную известность. 22 июля 2013 года альбом был сертифицирован Британской ассоциацией производителей фонограмм (BPI) как серебряный за 200 000 продаж, позже получив платиновый статус.

## Чарты и сертификации
| Чарты (2007)                               | Позиция |
| ------------------------------------------ | ------- |
| Австралия (ARIA)                           | 4       |
| Австрия (Ö3 Austria Top 40)                | 48      |
| Бельгия (Ultratip Bubbling Under Flanders) | 22      |
| Канада (Canadian Hot 100)                  | 4       |
| СНГ (TopHit) Kanye West Remix              | 25      |
| Чехия (Rádio — Top 100)                    | 43      |
| Европа (European Hot 100 Singles)          | 9       |
| Франция (SNEP)                             | 11      |
| Германия (Official German Charts)          | 54      |
| Ирландия (IRMA)                            | 5       |
| Нидерланды (Single Top 100)                | 41      |
| Новая Зеландия (Recorded Music NZ)         | 1       |
| Швеция (Sverigetopplistan)                 | 34      |
| Швейцария (Schweizer Hitparade)            | 59      |
| Великобритания (UK Singles)                | 2       |
| США Billboard Hot 100                      | 2       |
| США Adult Top 40 (Billboard)               | 18      |
| США Alternative Airplay (Billboard)        | 8       |
| США Mainstream Top 40 (Billboard)          | 14      |
| США Pop 100 (Billboard)                    | 1       |

### Сертификации
| Регион                                                                                                  | Сертификация | Продажи    |
| --- | ------------ | ---------- |
| Австралия (ARIA)                                                                                        | Платиновый   | 70 000^    |
| Новая Зеландия (RMNZ)                                                                                   | Золотой      | 7,500^     |
| Великобритания (BPI)                                                                                    | Платиновый   | 600 000‡   |
| США (RIAA)                                                                                              | Платиновый   | 1,000,000^ |
| ^ данные о партиях основаны только на сертификации ‡продажи+стриминг, основанные только на сертификации |              |            |